# دزوراگیوغ، گغارکونیک
دزوراگیوغ (به ارمنی: Ձորագյուղ) یک شهر در ارمنستان است که در استان گغارکونیک واقع شده‌است.  در  کیلومتری شمال گاوار، مرکز استان گغارکونیک واقع شده است.

## خصوصیات
دزوراگیوغ ۳٬۸۷۸ نفر جمعیت دارد و ۲٬۰۰۳ متر بالاتر از سطح دریا واقع شده‌است.  در  کیلومتری شمال گاوار، مرکز استان گغارکونیک واقع شده است.

## جاذبه‌های تاریخی

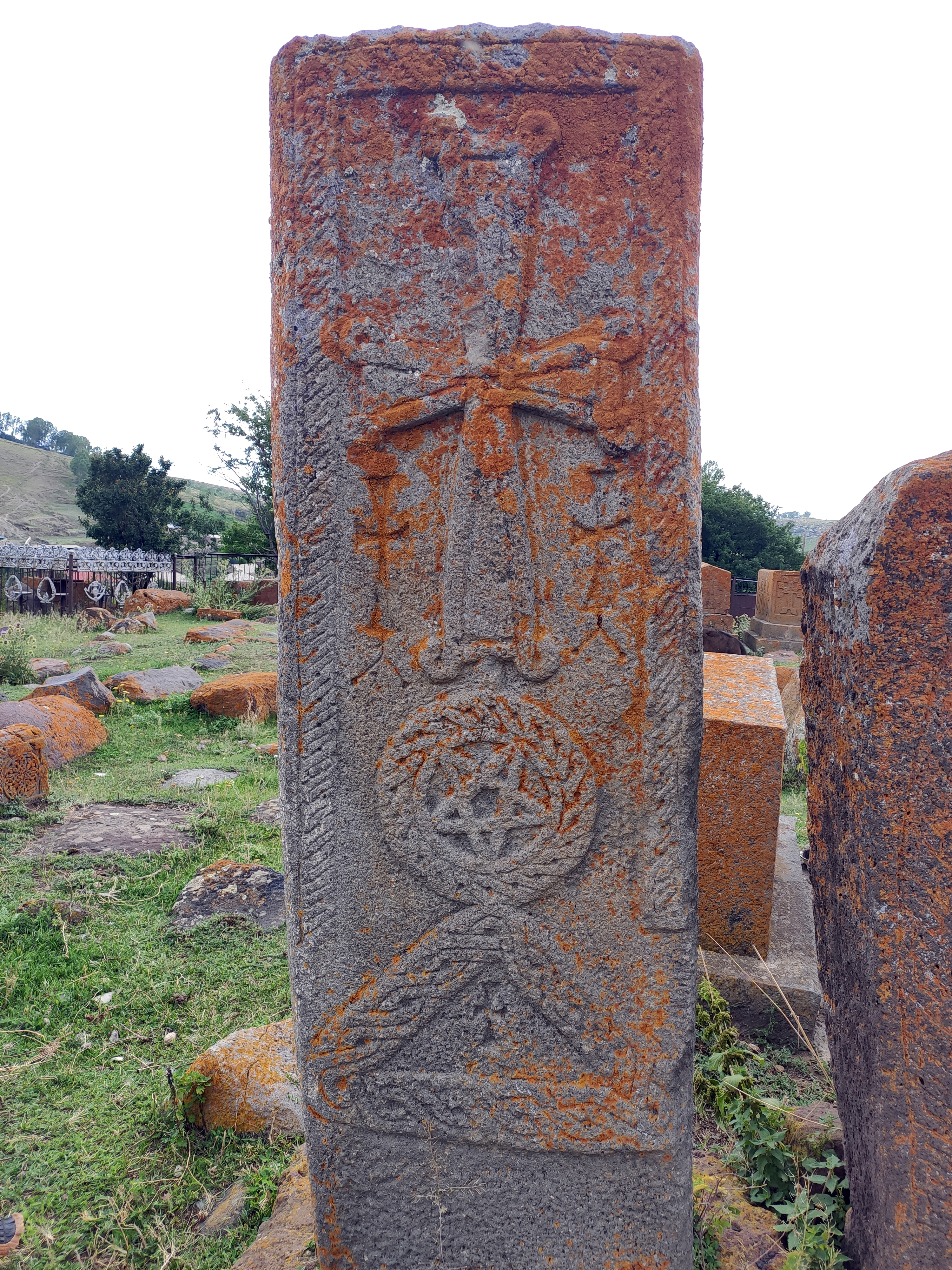
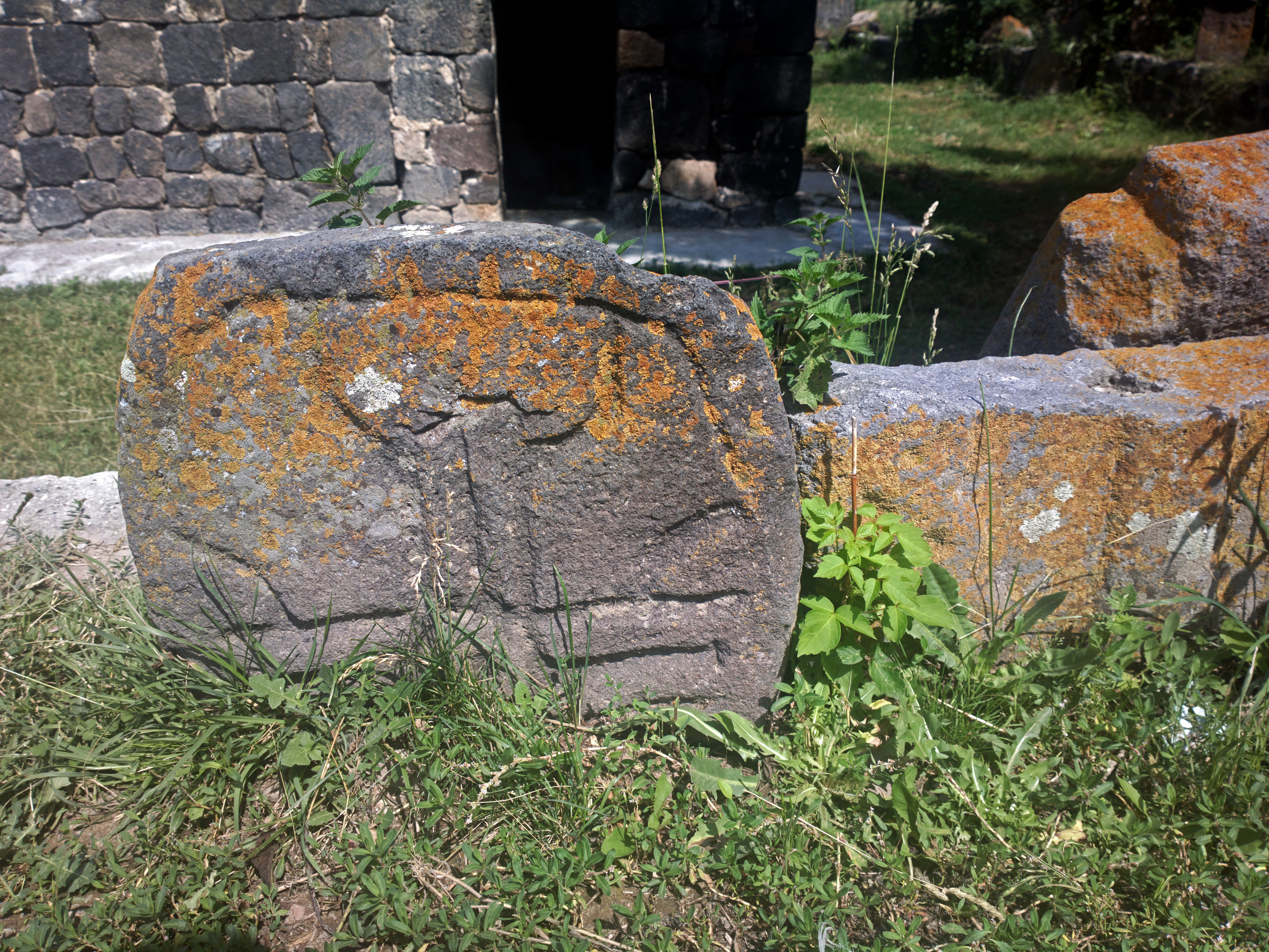
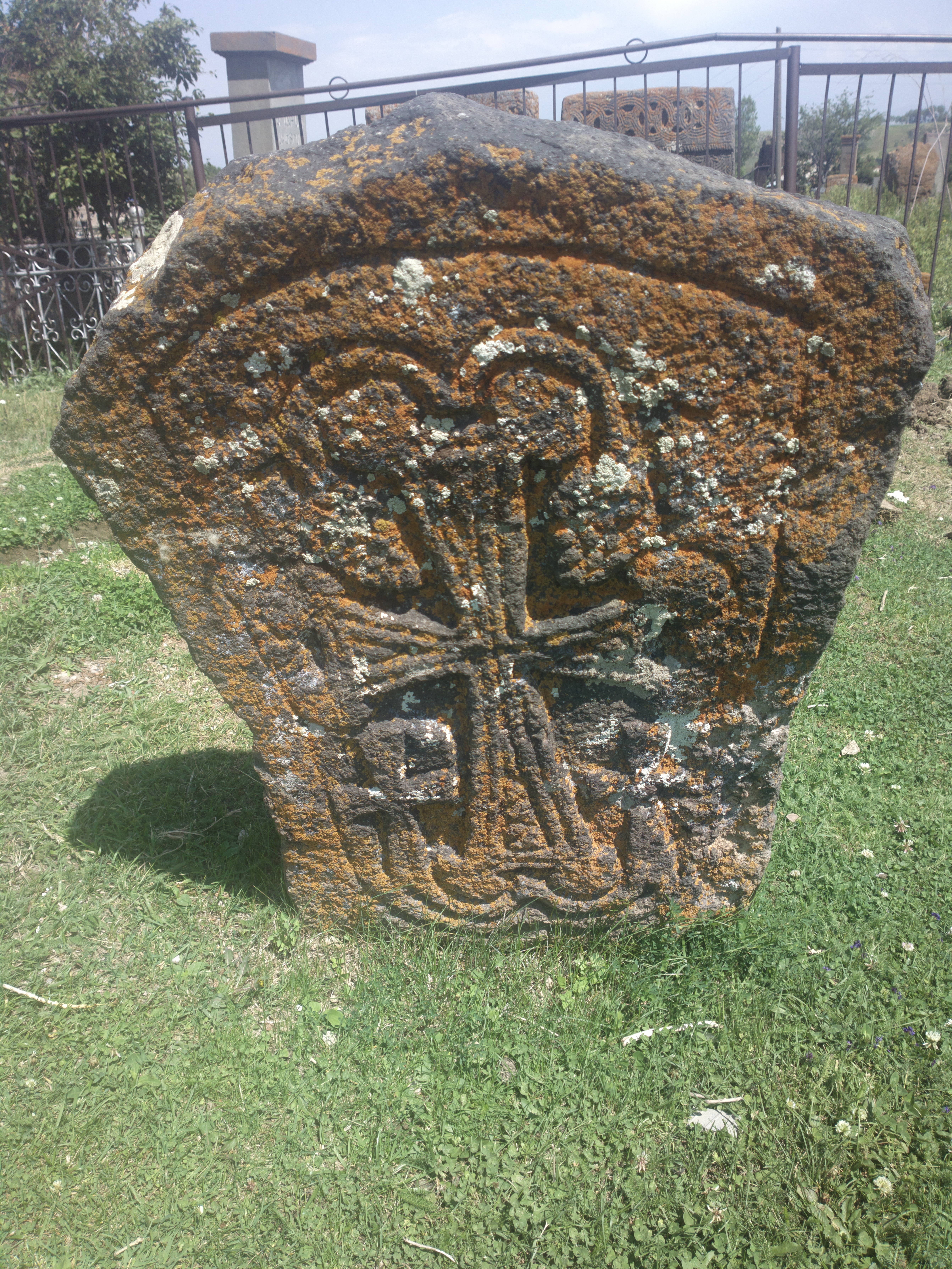
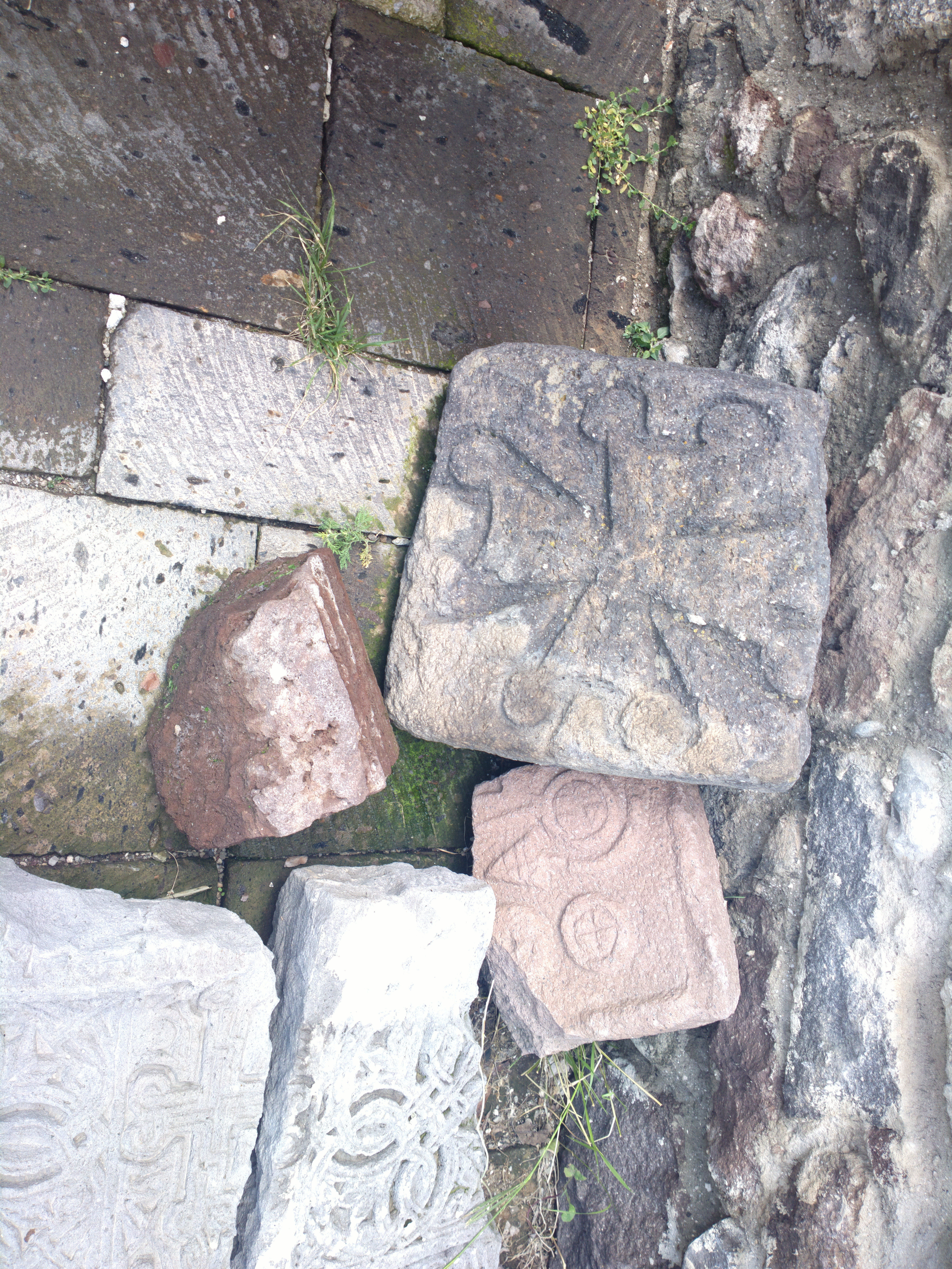